# نبرد واتینی
نبرد واتینی (انگلیسی: Battle of Wattignies) حمله ارتش فرانسه به رهبری ژان-باپتیست جوردان به ارتش ائتلاف تحت رهبری پرنس جوزیاس بود. پس از ۲ روز نبرد، نیروهای جوردان توانستند که ارتش ائتلاف را مجبور به عقب‌نشینی نمایند.